# 狂犬病 (2019年電影)
是一部於2019年上映的加拿大科幻恐怖片，由索斯卡姊妹自編自導自演，其他主演包括蘿拉·范德沃特、葛瑞格·布萊克、麥肯錫·格雷、漢內·琪塔博。本片改編自1977年由大衛·柯能堡執導的同名電影。

## 外部連結
- 互联网电影数据库（IMDb）上《狂犬病》的资料（英文）